# Archeopteryksy
Archeopteryksy (Archaeopterygidae) – rodzina wymarłych ptaków z rzędu archeopteryksokształtnych (Archaeopterygiformes), obejmująca najbardziej znanego z prehistorycznych ptaków i jednego z pierwszych ptaków w ogóle – archeopteryksa. Obejmuje ona rodzaje przypominające jeszcze gady, bliższe archeopteryksowi niż ptakom współczesnym z grupy Neornithes. Rodzina ta obejmuje stadia pośrednie między dwiema gromadami zwierząt – gadami i ptakami.

## Rodzaje

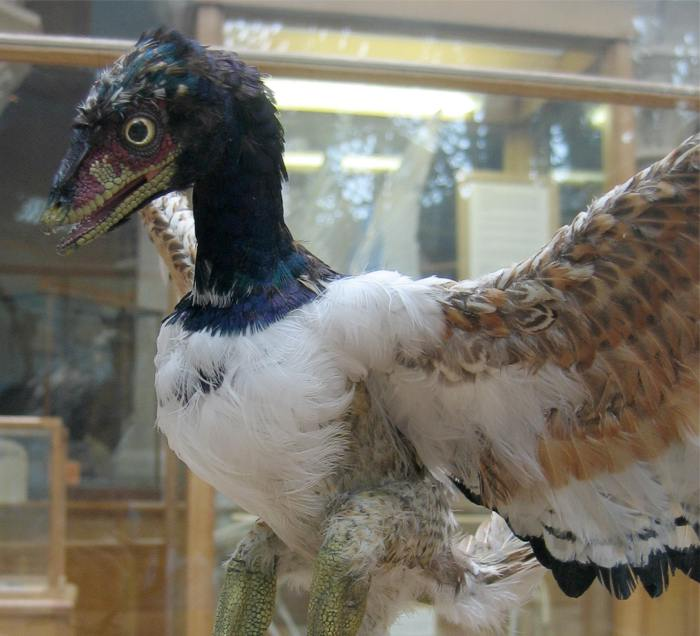
Model archeopteryksa

- archeopteryks
- Wellnhoferia